# The Boy Next Door (película)
The Boy Next Door (en España Obsesión y en Hispanoamérica Cercana Obsesión) es una película Thriller dirigida por Rob Cohen y escrita por Barbara Curry, cuya fecha de estreno fue el 23 de enero de 2015. La película es protagonizada por Jennifer Lopez, Ryan Guzman, John Corbett y Kristin Chenoweth.

## Argumento
Claire Peterson (Jennifer Lopez) se separa de su marido Garrett (John Corbett), después de que fuera descubierto siendo infiel con su secretaria. Luego, su colega y mejor amiga Vicky Lansing (Kristin Chenoweth) anima a Claire a divorciarse. 
Más adelante, Claire conoce al adolescente Noah Sandborn (Ryan Guzmán) — el sobrino huérfano de su vecino impedido en silla de ruedas—que justo acaba de mudarse a la casa de al lado. Noah hace amistad con Kevin (Ian Nelson), el hijo adolescente de Claire y empieza a asistir a su instituto, donde ella enseña Literatura inglesa. 
Noah es descubierto por Claire, expresando amor por la Ilíada de Homero. Con Kevin y Garrett fuera en una excursión de pesca, Claire ve a Noah desnudo en su cuarto a través de la ventana.
Claire va a una miserable doble cita con Vicky y su novio Ethan (Travis Schuldt), y con su maleducado amigo Benny (Brian Mahoney). Con Kevin aún lejos, Noah llama a Claire para que lo ayude a cocinar. Ella termina cenando con él, pero durante la mencionada cena, él coquetea con ella. A pesar de la notable indecisión de Claire, ella permite que Noah la seduzca y este la lleva a la cama, haciéndole el amor. En la mañana, Claire le dice que ella se arrepiente de su noche juntos, causando que Noah golpee la pared rabioso. 
El año escolar empieza, con Noah uniéndose a una incómoda clase de Claire después de que éste hackeara su computadora, haciéndolo aparecer como si ella lo hubiera solicitado. Noah manipula a Kevin contra su padre, causando que él odie a Garrett. Luego, Kevin hace un esfuerzo excesivo en el gimnasio y entra en shock; Noah salva su vida inyectándole su medicina. Claire recibe flores de Noah, y ella lo confronta. Noah observa a Claire en una cita con Garrett, y su obsesión con ella aumenta.
Después de un incidente donde Noah — en defensa de Kevin — golpea repetidamente la cabeza de un matón (Adam Hicks) contra la taquilla, Vicky (quien es la vicedirectora del instituto) descubre que Noah fue echado de su instituto anterior por conducta turbulenta. Después de un encuentro donde Noah la insulta, ella lo expulsa. Claire va a investigar una gotera en el baño de chicos, donde ella ve las palabras "Yo me follé a Claire Peterson" escritas en la pared antes de que Noah salga. Él intenta forzarla, pero ella lo repele y le exige que no se acerque a ella ni a Kevin. 
Al día siguiente, Noah deja una impresora funcionando en la clase de Claire, con imágenes de ellos durmiendo juntos dispersas por todas partes. Cuando los frenos del coche de Garrett fallan, él y Kevin están cerca de tener un accidente. Noah chantajea a Claire; diciéndole que él tiene una cinta de ellos haciendo el amor, que renunciara a cambio de seguir durmiendo con él. Ella lo rechaza y organiza un complot con Vicky de dirigir a Noah lejos de su casa. Claire allana la casa de Noah y ve cientos de imágenes suyas en su sótano. Ella encuentra su laptop, borra su video sexual, y también ve imágenes de frenos de coches, lo cual hace suponer que él manipuló los frenos de Garrett. 
Ella se encuentra con el detective Chou (François Chau), quien le informa que el padre de Noah murió después de estrellarse con un camión con su Minivan. Noah ata y amordaza a Vicky y usa una grabación de su voz para atraer a Claire a su casa. Cuando Claire llega, ella descubre el cuerpo de Vicky, con su garganta cortada por Noah. Una asustada Claire contacta con la policía, pero tropieza con Noah de nuevo. Él le revela que su madre se mató después de que su padre la engañara, así que él manipuló los frenos de la Minivan de su padre, matándolo a él y a su amante. Noah lleva a Claire a un granero donde él había secuestrado a Garrett y Kevin, amenazando con matarlos a no ser que Claire permanezca con él. Un violento altercado ocurre cuando Claire intenta liberarlos. Noah vierte querosén alrededor del granero, causando que se incendie. Garrett, habiéndose liberado, intenta ahogar a Noah con una cuerda, provocando que éste le dispare en el pecho. Claire apuñala el ojo de Noah con el inhalador de Kevin. Cuando él después sujeta a Kevin a punta de pistola, ella tira del interruptor que deja caer un motor sobre Noah, matándolo. Claire y Kevin ayudan a un herido Garrett a salir del incendio del granero.

## Elenco
- Jennifer Lopez como Claire Peterson.
- Ryan Guzman como Noah Sandborn.
- John Corbett como Garrett Peterson.
- Kristin Chenoweth como Vicky Lansing.
- Ian Nelson como Kevin Peterson.
- Hill Harper como Edward Warren.
- Lexi Atkins como Allie Callahan.
- Adam Hicks como Jason Zimmer.